# Пунгіна (комуна)
Пунгіна (рум. Punghina) — комуна у повіті Мехедінць в Румунії. До складу комуни входять такі села (дані про населення за 2002 рік):
- Дрінча (513 осіб)
- Мегуреле (104 особи)
- Пунгіна (1486 осіб) — адміністративний центр комуни
- Реча (1091 особа)
- Сату-Ноу
- Чарингу (243 особи)

Комуна розташована на відстані 251 км на захід від Бухареста, 45 км на південний схід від Дробета-Турну-Северина, 69 км на захід від Крайови.

## Населення
За даними перепису населення 2002 року у комуні проживали 3437 осіб.
Національний склад населення комуни:
| Національність | Кількість осіб | Відсоток |
| -------------- | -------------- | -------- |
| румуни         | 2496           | 72,6%    |
| цигани         | 939            | 27,3%    |
| українці       | 1              | < 0,1%   |
| серби          | 1              | < 0,1%   |

Рідною мовою назвали:
| Мова       | Кількість осіб | Відсоток |
| ---------- | -------------- | -------- |
| румунська  | 2535           | 73,8%    |
| циганська  | 901            | 26,2%    |
| українська | 1              | < 0,1%   |

Склад населення комуни за віросповіданням:
| Релігія       | Кількість осіб | Відсоток |
| ------------- | -------------- | -------- |
| православні   | 3235           | 94,1%    |
| п'ятдесятники | 108            | 3,1%     |
| лютерани      | 84             | 2,4%     |
| адвентисти    | 7              | 0,2%     |
| баптисти      | 2              | 0,1%     |
| реформати     | 1              | < 0,1%   |